# Leontief-Paradoxon
Das Leontief-Paradoxon ist das Ergebnis einer empirischen Untersuchung auf dem Gebiet des internationalen Warenhandels, welche 1954 durch Wassily Leontief veröffentlicht wurde und dem bis dahin unumstrittenen Heckscher-Ohlin-Theorem (Faktorproportionentheorem) vollkommen widerspricht. Das Leontief-Paradoxon löste eine Vielzahl von empirischen Folgestudien zum Widerspruch zwischen Empirie und Theorie aus.

## Themenüberblick
Das Leontief-Theorem, das sich neben dem Heckscher-Ohlin-Theorem mit den Gründen für den internationalen Handel in der Aufnahme und der Bewegungsrichtung beschäftigt, ist eine der wichtigsten Erklärungen dafür. Einerseits, da es im großen Widerspruch zum Heckscher-Ohlin-Theorem steht und andererseits, da es als erste Analyse auf einer Input-Output-Tabelle basiert. Diese Input-Output-Tabelle wurde von Leontief selbst entwickelt und wird noch später im Text erläutert. Es folgten nach der Veröffentlichung im Jahre 1947 zahlreiche und intensive Debatten über die Gründe und Widersprüche zwischen den beiden Theoremen. Aus diesem Grund entstand auch der Name „Paradoxon“. Wodurch zahlreiche Fortentwicklungen der Modelle der Faktorproportionentheorie entstanden.

## Geschichtliche Hinführung
Die USA nehmen als Nation eine Sonderstellung in der Wirtschaft ein. Ein Grund hierfür liegt darin, dass sie weitaus wohlhabender als andere Länder sind und das Pro-Kopf-Einkommen der Arbeiter deutlich höher ist als das anderer Länder. Die Vereinigten Staaten gehören damit zu den Ländern mit den höchsten Kapitalintensitäten (Kapital-Arbeits-Verhältnis). Dies legt, dem Heckscher-Ohlin-Theorem zufolge, die Vermutung nahe, dass die USA kapitalintensive Güter exportieren und arbeitsintensive importieren. Überraschenderweise war diese Annahme jedoch bis zu 25 Jahre nach dem Zweiten Weltkrieg falsch. Dies wurde 1953 durch Leontief erkannt und stellt bis heute den stärksten Einzelbeweis gegen das Heckscher-Ohlin-Theorem dar.

## Heckscher-Ohlin-Theorem
Leontief beschäftigte sich mit dem Heckscher-Ohlin-Theorem, einem neoklassischen Modell, welches bis nach dem Zweiten Weltkrieg in der Außenwirtschaftstheorie unumstritten war. Nach diesem Theorem ist die Ursache für die Richtung und das Ausmaß des Außenhandels die unterschiedliche Ausstattung mit Produktionsfaktoren in den einzelnen Ländern. Ein Land, das – im Vergleich zu anderen Ländern – reichlich mit einem bestimmten Produktionsfaktor ausgestattet ist, wird diesen verstärkt nutzen. Dadurch kann es verhältnismäßig billiger als das Ausland produzieren. Nach dem Heckscher-Ohlin-Theorem werden sich also am internationalen Handel beteiligte Länder im Export auf solche Güter spezialisieren, deren Produktionsfaktor im eigenen Land sehr stark in Relation zu anderen Ländern vorhanden ist. Die exportierten Güter sind dann gegenüber dem Ausland billiger.

## Leontiefs Untersuchung der Wirtschaftsstruktur der USA
Im Rahmen einer umfangreichen empirischen Untersuchung über die Wirtschaftsstruktur der USA im Jahre 1947 stellte Wassily Leontief fest, dass die relativ reichlich mit Kapital ausgestatteten Vereinigten Staaten gegenüber dem Rest der Welt relativ kapitalintensive Güter importierten und relativ arbeitsintensive Güter exportierten. Der Befund der 1953 veröffentlichten Studie, dass die Exporte der USA weniger kapitalintensiv waren als die Importe, widersprach völlig dem bis dahin unumstrittenen Heckscher-Ohlin-Theorem und wurde deswegen als Leontief-Paradoxon bekannt.
|                                                                   | Importe     | Exporte     |
| ----------------------------------------------------------------- | ----------- | ----------- |
| Kapital pro Million Dollar                                        | $ 2.132.000 | $ 1.876.000 |
| Arbeit (Personenjahre) pro Million Dollar                         | 119         | 131         |
| Kapitalintensität Schul- und Ausbildungszeit pro Arbeiter (Jahre) | $ 17.916    | $ 14.321    |
| Anteil von Ingenieuren und Wissenschaftlern in der Produktion (%) | 0,0189      | 0,0255      |

Die Tabelle mit den Eingaben über die Handelsstruktur der USA von 1962 vergleicht die Faktoren, die nötig waren zur Produktion von Exportgütern mit denen, die zur Herstellung von Importgütern nötig waren, im Wert von jeweils einer Million Dollar. Die ersten beiden Zeilen der Tabelle zeigen, dass auch in diesem Jahr das Import/Export-Verhältnis – wie von Leontief zuvor beschrieben – dem Heckscher-Ohlin-Theorem widersprach.
Die Produktion der amerikanischen Exportgüter weist eine höhere Intensität an qualifizierter Arbeit auf als die bei dem Import von Substitutionsgütern und einen niedrigeren Kapitaleinsatz. Das heißt, dass die Kapitalintensität der Exportgüter der USA niedriger war, als die der importierten Gütern. Außerdem wurden im Exportsektor technologie-intensive Güter produziert, bei deren Herstellung eine höhere Zahl an Wissenschaftlern und Ingenieuren pro Umsatzeinheit beteiligt waren. Somit wurden die Vereinigten Staaten von Amerika zu einer Nation, die mit hoch qualifizierter Arbeit reichlich ausgestattet ist und über einen komparativen Vorteil bei komplexen Produkten verfügt.

## Methoden und Ergebnisse
Leontief erarbeitete zur Ermittlung seiner Ergebnisse ein Input-Output-Modell, das sich auf das Jahr 1947 bezog und fast 200 Sektoren berücksichtigte, um die durchschnittliche Kapitalintensität der Exporte aus den USA zu bestimmen. Die Input-Output-Tabelle zeigt dabei besonders gut die Verlaufsrichtung der realen Güterbewegungen durch die Darstellung der Bezugs- und Lieferströme auf, die zwischen den verschiedenen Wirtschaftsbereichen eines Landes und zum Ausland fließen. Da keine US-Daten über faktisch eingeführte, jedoch nicht in den USA hergestellte Produkte, wie Kaffee, Tee und Reis zur Verfügung standen, wurden diese nicht in die Untersuchung mit einbezogen. Daher verglich er die Kapitalintensität der amerikanischen Exporte mit der Kapitalintensität amerikanischer Industrien, die mit amerikanischen Importen konkurrierten (Konkurrenz-Importgüter).

Input-Output-Tabelle von Leontief, 1947

Multipliziert man die Anteilswerte der einzelnen Export- und Importkonkurrenzgüter mit den jeweiligen Arbeits- und Kapitalkoeffizienten, so erhält man Faktormengen, die zur Herstellung erforderlich waren.
Nach Addition von Export- und Konkurrenzimportgütern ergeben sich die Gesamtmengen von Kapital und Arbeit, die zur Herstellung dieser Güterbündel im Wert von jeweils 1 Mio. US-Dollar eingesetzt werden müssen. Mit dem Vergleich zwischen Kapital- bzw. Arbeitsaufwand im Export und Konkurrenz-Importsektor erhält man eine Aussage über die relative Faktorintensität der beiden Sektoren.
Das Ergebnis war, dass die USA „Arbeit“ exportierten und „Kapital“ importierten. Die Kapitalintensität des Konkurrenzimportsektors lag über dem des Exportsektors. Die USA exportierten also relativ arbeitsintensiv produzierte Güter. Der gesamte Arbeitseinsatz für die Produktion amerikanischer Exportgüter war größer als der der Importgüter. So stellte sich heraus, dass die Konkurrenz-Importe der USA einen um 30 % höheren Aufwand an Kapital pro Arbeitseinheit zu ihrer Herstellung benötigen als die Exporte des gleichen Wertes.
Ähnliche, später durchgeführte, Analysen für Japan, Kanada und auch die BRD kamen zu ähnlich paradoxen Ergebnissen im Vergleich zu den zu erwartenden Ergebnissen durch das Heckscher-Ohlin-Theorem.

## Begründung für das Leontief-Paradoxon
Für die Unterschiede zwischen den empirischen Untersuchungen von Wassily Leontief und dem Heckscher-Ohlin-Theorem gibt es folgende Begründungen:
- Die Produktionstechnologien sind nicht gleich:
Unterschiede bestehen nicht nur in der Faktorausstattung, ebenso gibt es erhebliche relative Unterschiede in den Faktorproduktivitäten.
- Die Produktionsfaktoren sind nicht homogen:
Industrieländer wie zum Beispiel die USA besitzen eine relativ gute Ausstattung mit hochqualifizierter Arbeit. Deshalb exportieren sie Güter, bei deren Produktion relativ viel von diesem Faktor benötigt wird. Dieses führte zur Neo-Faktorproportionen-Theorie.
- Natürliche Ressourcen werden neben den Faktoren Arbeit und Kapital mit eingesetzt:
Durch den Einsatz natürlicher Ressourcen wird ein hoher Anteil an Kapital gebunden. Dies hat zur Folge, dass vergleichbar produzierte Güter oft auch zusätzlich importiert werden.
- Die Nachfragepräferenzen sind nicht gleich:
Die Länder, die im internationalen Handel tätig sind, haben eine unterschiedliche Nachfragepräferenz, zum Beispiel die amerikanische Industrie ist insbesondere auf der Suche nach kapitalintensiv hergestellten Gütern.
- Je nach Produktionsmenge können die Faktorintensitäten variieren:
Hier ist kein eindeutiger Zusammenhang zwischen relativem Faktorpreis und relativem Güterpreis festzustellen.
- Maßnahmen des Protektionismus:
Im Zeitraum der empirischen Untersuchung von Wassily Leontief wurden Veränderungen von zollpolitischer Maßnahme in den USA vorgenommen. Diese beinhalteten zum Beispiel den Schutz von Produktionssektoren mit relativ hoher Arbeitsintensität.[10][11]

## Kritik
- Hauptkritikpunkt ist der Faktor Arbeit, dieser ist jedoch nicht homogen, d. h. Arbeitskräfte sind unterschiedlich qualifiziert und damit nicht vergleichbar.
- Untersuchung war nur auf zwei Faktoren (Kapital, Arbeit) beschränkt, es fehlten also zu berücksichtigende Faktoren wie z. B. Marktsystem, Wettbewerbsordnung, technologisches Wissen, Zollpolitik und Boden.
- Der Einfluss von knappen natürlichen Ressourcen könnte zu einer grundsätzlichen Änderung der Ergebnisse führen. Die Abweichungen der Kapital- und Arbeitsintensitäten zwischen den Exporten und den Importsubstituten könnten durch die Knappheit wichtiger natürlicher Ressourcen, bestimmen was importiert wird. Z.B. die USA exportieren viel von den Waren, die reichlich von den vorhandenen Faktoren (Kapital, Arbeit) erfordern. Importieren aber Güter und Waren, die viel von den knappen, natürlichen Ressourcen benötigen.
- Unterstellte Identität zwischen Importen und Importsubstituten.
- Unterschiedliche Produktionstechnologien wurden nicht berücksichtigt, der durch unterschiedlichen Stand der Länder in der Forschung und Entwicklung vorherrschte (unter anderem als Folge des Zweiten Weltkrieges).
- Verschiedene Faktorintensitäten der gehandelten Güter wurden nicht mit einbezogen, d. h., dass bestimmte Güter in verschiedenen Ländern mit unterschiedlichem Aufwand an Kapital und Arbeit produziert wurden.
- Preisunterschiede sind keine Voraussetzungen für die Aufnahme von Handel, da unterschiedliche Nachfragestrukturen der Länder bestehen können.[12][6][13]
- Das inländische Nachfrageverhältnis wird außer Acht gelassen. Wenn der inländische Produktionsapparat nicht in der Lage ist, die starke Nachfrage zu befriedigen.